# Суперкубок Італії з волейболу серед жінок 2021
26 розіграш Суперкубка Італії з волейболу серед жіночих команд відбувся 2 жовтня 2021 року в Модені. За трофей боролися  чемпіон і володар національного кубка в сезоні 2020-2021  «Імоко Воллей» (Конельяно) і фіналіст цих турнірів «Ігор Горгонзола» (Новара). «Імоко» здобув трофей п'ятий раз загалом і  вчетверте поспіль.

## Учасники
| Команда           | Місто     | Досягнення                                              |
| ----------------- | --------- | ------------------------------------------------------- |
| «Імоко Воллей»    | Конельяно | Переможець чемпіонату і кубка Італії в сезоні 2020-2021 |
| «Ігор Горгонзола» | Новара    | Фіналіст чемпіонату і кубка Італії в сезоні 2020-2021   |

## Матч
| Дата      | Час   |                            | Рахунок |                            | Сет 1 | Сет 2 | Сет 3 | Сет 4 | Сет 5 | Всього | Звіт |
| --------- | ----- | -------------------------- | ------- | -------------------------- | ----- | ----- | ----- | ----- | ----- | ------ | ---- |
| 2.10.2021 | 17:30 | «Імоко Воллей» (Конельяно) | 3–1     | «Ігор Горгонзола» (Новара) | 23–25 | 29–27 | 25–15 | 26–24 |       | 103–91 |      |

| 2                  | Кетрін Пламмер         | 17 |
| 7                  | Рафаела Фольє          | 9  |
| 18                 | Паола Егону            | 24 |
| 3                  | Меган Кортні           | 14 |
| 5                  | Робін де Крюйф         | 7  |
| 14                 | Йоанна Волош           | 3  |
| 10                 | Моніка Де Дженнаро (л) |    |
| 12                 | Джорджія Фросіні       |    |
| 1                  | Лара Каравелло (л)     |    |
| 13                 | Джулія Дженнарі        |    |
| Резерв:            |                        |    |
| 11                 | Христина Вучкова       |    |
| 20                 | Анна Бардаро (л)       |    |
| 9                  | Ловет Оморуї           |    |
| 4                  | Божана Бутіган         |    |
| Головний тренер:   |                        |    |
| Даніеле Сантареллі |                        |    |

| 12               | Майка Генкок          | 5  |
| 9                | Катеріна Босетті      | 7  |
| 10               | Крістіна Кірікелла    | 6  |
| 99               | Ебрар Каракурт        | 17 |
| 19               | Ніка Даалдероп        | 17 |
| 15               | Гейлі Вашингтон       | 8  |
| 8                | Елеонора Ферсіно (л)  |    |
| 5                | Розамарія Монтібельєр | 4  |
| 7                | Іларія Баттістоні     |    |
| 13               | Сара Боніфачо         |    |
| 18               | Софія Д'Одоріко       |    |
| Резерв:          |                       |    |
| 2                | Лучія Імперіалі (л)   |    |
| 17               | Вероніка Константіні  |    |
| 4                | Брітт Герботс         |    |
| Головний тренер: |                       |    |
| Стефано Лаваріні |                       |    |

- Арбітри: Ваньї, Каппелло.
- Тривалість матчу 114 хвилин (27+33+25+29).
- Кількість глядачів: 1900.
- Найкраща волейболістка матчу (MVP): Меган Кортні.

## Найбільше титулів
Найбільшу кількість перемог у турнірі мають:
| Кількість титулів | Волейболістка        | Роки                               |
| ----------------- | -------------------- | ---------------------------------- |
| 6                 | Моніка Де Дженнаро   | 2010, 2016, 2018, 2019, 2020, 2021 |
| 6                 | Робін де Крюйф       | 2013, 2016, 2018, 2019, 2020, 2021 |
| 5                 | Дарина Міфкова       | 1996, 1997, 1998, 2001, 2002       |
| 5                 | Мартіна Гвіджі       | 2003, 2006, 2008, 2009, 2010       |
| 5                 | Франческа Піччініні  | 1999, 2004, 2011, 2015, 2017       |
| 5                 | Рафаела Фольє        | 2016, 2018, 2019, 2020, 2021       |
| 4                 | Франческа Ферретті   | 2008, 2009, 2010, 2013             |
| 4                 | Кароліна Костагранде | 2006, 2008, 2009, 2016             |
| 4                 | Паола Егону          | 2017, 2019, 2020, 2021             |
| 4                 | Йоанна Волош         | 2018, 2019, 2020, 2021             |